# Laetia americana
Laetia americana är en videväxtart som beskrevs av Carl von Linné. Laetia americana ingår i släktet Laetia och familjen videväxter. Inga underarter finns listade i Catalogue of Life.